# Jakob Nielsen
Jakob Nielsen (Porto, Portugal, 1957) é um cientista da computação com Ph.D. em interação homem-máquina. Jakob Nielsen, renomado especialista em melhorias rápidas e baratas de interface de usuário, usabilidade e design de interação, é User Advocate e diretor do Nielsen Norman Group, que ele co-fundou com o Dr. Donald A. Norman, ex-vice-presidente de pesquisas da Apple Computer. Nielsen é conhecido por suas contribuições significativas no campo da usabilidade, promovendo o conceito de "engenharia de usabilidade com desconto" para melhorias rápidas e econômicas nas interfaces de usuário. Ele também inventou métodos de usabilidade, incluindo a avaliação heurística, e detém 79 patentes nos Estados Unidos, principalmente relacionadas a tornar a Internet mais fácil de usar.  
Jakob Nielsen possui uma vasta experiência, com afiliações anteriores incluindo a Bellcore (atualmente Telcordia Technologies), a Universidade Técnica da Dinamarca e o IBM User Interface Institute no Thomas J. Watson Research Center.

Curiosamente, Nielsen, apesar de sua carreira global, tem raízes na ribeira do Porto.